# En lysande jul
En lysande jul (originaltitel: Deck the Halls) är en amerikansk film av John Whitesell från 2006 med Matthew Broderick och Danny DeVito i huvudrollerna.

## Handling
Steve Finsch och hans familj får en dag nya grannar. De nyinflyttade är Buddy Halls familj. Buddy Hall och Steve Finsch blir rivaler då de tävlar om vem som kan ha mest lysande juldekorationer och deras mål är att deras hus ska synas från rymden.

## Rollista
- Danny DeVito - Buddy Hall
- Matthew Broderick - Steve Finch
- Kristin Davis - Kelly Finch
- Kristin Chenoweth - Tia Hall
- Alia Shawkat - Madison Finch
- Dylan Blue - Carter Finch
- Kelly Aldridge - Ashley Hall
- Sabrina Aldridge - Emily Hall
- Jorge Garcia - Wallace
- Fred Armisen - Gustave
- Gillian Vigman - Gerta
- Ryan Devlin - Bob Murray
- Sean O'Bryan - Mayor Young
- SuChin Pak - Herself
- Jackie Burroughs - Mrs. Ryor